# زورگویی (فیلم)
 زورگویی یا قلدری (به هندی: Daadagiri) و داد و بیداد (به انگلیسی: Rowdyism) فیلمی هندی محصول سال ۱۹۹۷ و به کارگردانی ارشد خان است. در این فیلم بازیگرانی همچون میتون چاکرابورتی، ایوب خان، ریتوپارنا سنگوپتا، سیمران، نیشیگاندا واد، شاکتی کاپور، پانت ایثار، قادرخان، رانجیت، راضا مراد و هیمانی شیوپوری ایفای نقش کرده‌اند.